# Weltmeisterschaften im Modernen Fünfkampf 2015
2015 fanden die Weltmeisterschaften im Modernen Fünfkampf bei den Herren und den Damen vom 28. Juni bis 5. Juli 2015 im Berliner Olympiapark in Deutschland statt. Auf dem Gelände des Deutschen Sportforums wurden die Sportstätten Georgiiplatz (Reiten), das Forumbad auf dem Jahnplatz (Schwimmen), das Turnhaus (Fechten) und der Hueppeplatz (Combined) genutzt.

## Herren

### Einzel
Am 1. Juli 2015 fanden Qualifikationsrunden im Schwimmen, Fechten und Combined statt. Die Finalrunde wurde am 3. Juli 2015 ausgetragen.
| Platz | Land     | Sportler              |
| ----- | -------- | --------------------- |
| 1     | Ukraine  | Pawlo Tymoschtschenko |
| 2     | Russland | Alexander Lessun      |
| 3     | Ukraine  | Andrij Fedetschko     |

### Mannschaft
| Platz | Land     | Sportler                                              |
| ----- | -------- | ----------------------------------------------------- |
| 1     | Südkorea | Lee Woo-jin Jun Woong-tae Jung Jin-hwa                |
| 2     | Russland | Maxim Kustow Alexander Lessun Ilja Frolow             |
| 3     | Polen    | Michal Gralewski Jaroslaw Swiderski Sebastian Stasiak |

### Staffel
Die Herren-Staffel wurde am 29. Juni 2015 ausgetragen.
| Platz | Land        | Sportler                              |
| ----- | ----------- | ------------------------------------- |
| 1     | Deutschland | Marvin Dogue Alexander Nobis          |
| 2     | Russland    | Alexander Kukarin Kirill Belyakov     |
| 3     | Polen       | Szymon Staskiewicz Jaroslaw Swiderski |

## Damen

### Einzel
Am 2. Juli 2015 fanden Qualifikationsrunden im Schwimmen, Fechten und Combined statt. Die Finalrunde wurde am 4. Juli 2015 ausgetragen.
| Platz | Land                | Sportlerin      |
| ----- | ------------------- | --------------- |
| 1     | Deutschland         | Lena Schöneborn |
| 2     | Volksrepublik China | Chen Qian       |
| 3     | Brasilien           | Yane Marques    |

### Mannschaft
| Platz | Land        | Sportlerinnen                                          |
| ----- | ----------- | ------------------------------------------------------ |
| 1     | Polen       | Aleksandra Skarzynska Oktawia Nowacka Anna Maliszewska |
| 2     | Deutschland | Annika Schleu Lena Schöneborn Janine Kohlmann          |
| 3     | Ungarn      | Sarolta Kovács Zsófia Földházi Tamara Alekszejev       |

### Staffel
Die Damen-Staffel wurde am 30. Juni 2015 ausgetragen.
| Platz | Land                | Sportlerinnen                         |
| ----- | ------------------- | ------------------------------------- |
| 1     | Volksrepublik China | Liang Wanxia Chen Qian                |
| 2     | Litauen             | Lina Batuleviciutė Ieva Serapinaitė   |
| 3     | Polen               | Aleksandra Skarzynska Oktawia Nowacka |
| 7     | Deutschland         | Annika Schleu Lena Schöneborn         |

Die Kasachin Jelena Potapenko wurde bei einem Sturz vom Pferd Niltonka durch einen Huftritt ins Gesicht verletzt.

## Mixed
Die Mixed-Staffel wurde am 5. Juli 2015 ausgetragen.
| Platz | Land               | Sportler                          |
| ----- | ------------------ | --------------------------------- |
| 1     | Tschechien         | Natalie Dianová Jan Kuf           |
| 2     | Russland           | Hanna Burjak Maxim Kustow         |
| 3     | Vereinigte Staaten | Margaux Isaksen Nathan Schrimsher |

## Medaillenspiegel
| Platz | Land                | Goldmedaille | Silbermedaille | Bronzemedaille |
| 1     | Deutschland         | 2            | 1              | –              |
| 2     | Volksrepublik China | 1            | 1              | –              |
| 3     | Polen               | 1            | –              | 3              |
| 4     | Ukraine             | 1            | –              | 1              |
| 5     | Südkorea            | 1            | –              | –              |
| 5     | Tschechien          | 1            | –              | –              |
| 7     | Russland            | –            | 4              | –              |
| 8     | Litauen             | –            | 1              | –              |
| 9     | Brasilien           | –            | –              | 1              |
| 9     | Ungarn              | –            | –              | 1              |
| 9     | Vereinigte Staaten  | –            | –              | 1              |